# Dajan Šimac
Dajan Šimac (Bingen am Rhein, 4 gennaio 1982) è un ex calciatore tedesco con cittadinanza croata, di ruolo difensore.

## Carriera
Ha giocato nella massima serie ungherese e in quella serba, e nella seconda divisione tedesca.

## Statistiche

### Presenze e reti nei club
| Stagione                 | Squadra                  | Campionato               | Campionato | Campionato | Coppe nazionali | Coppe nazionali | Coppe nazionali | Coppe continentali | Coppe continentali | Coppe continentali | Altre coppe | Altre coppe | Altre coppe | Totale | Totale |
| Stagione                 | Squadra                  | Comp                     | Pres       | Reti       | Comp            | Pres            | Reti            | Comp               | Pres               | Reti               | Comp        | Pres        | Reti        | Pres   | Reti   |
| ------------------------ | ------------------------ | ------------------------ | ---------- | ---------- | --------------- | --------------- | --------------- | ------------------ | ------------------ | ------------------ | ----------- | ----------- | ----------- | ------ | ------ |
| 2001-2002                | Kaiserslautern II        | RL                       | 10         | 0          |                 | -               | -               |                    | -                  | -                  |             | -           | -           | 10     | 0      |
| 2002-2003                | Kaiserslautern II        | RL                       | 29         | 2          |                 | -               | -               |                    | -                  | -                  |             | -           | -           | 29     | 2      |
| Totale Kaiserslautern II | Totale Kaiserslautern II | Totale Kaiserslautern II | 39         | 2          |                 | -               | -               |                    | -                  | -                  |             | -           | -           | 39     | 2      |
| ago.-dic. 2003           | Greuther Fürth           | 2L                       | 1          | 0          |                 | -               | -               |                    | -                  | -                  |             | -           | -           | 1      | 0      |
| gen.-mag. 2004           | Wehen Wiesbaden          | RL                       | 5          | 0          |                 | -               | -               |                    | -                  | -                  |             | -           | -           | 5      | 0      |
| 2004-2005                | Wehen Wiesbaden          | RL                       | 27         | 0          |                 | -               | -               |                    | -                  | -                  |             | -           | -           | 27     | 0      |
| 2005-2006                | Wehen Wiesbaden          | RL                       | 30         | 0          |                 | -               | -               |                    | -                  | -                  |             | -           | -           | 30     | 0      |
| 2006-2007                | Wehen Wiesbaden          | RL                       | 20         | 0          |                 | -               | -               |                    | -                  | -                  |             | -           | -           | 20     | 0      |
| 2007-2008                | Wehen Wiesbaden          | 2L                       | 26         | 3          | CG              | 1               | 0               |                    | -                  | -                  |             | -           | -           | 27     | 3      |
| 2008-2009                | Wehen Wiesbaden          | 2L                       | 30         | 3          | CG              | 3               | 0               |                    | -                  | -                  |             | -           | -           | 33     | 3      |
| Totale Wehen Wiesbaden   | Totale Wehen Wiesbaden   | Totale Wehen Wiesbaden   | 138        | 6          |                 | 4               | 0               |                    | -                  | -                  |             | -           | -           | 142    | 6      |
| 2009-2010                | FSV Francoforte          | 2L                       | 8          | 0          | CG              | 1               | 0               |                    | -                  | -                  |             | -           | -           | 9      | 0      |
| 2009-2010                | FSV Francoforte II       | HL                       | 8          | 3          |                 | -               | -               |                    | -                  | -                  |             | -           | -           | 8      | 3      |
| 2010-2011                | Debrecen                 | NB1                      | 20         | 4          | CU+CdL          | 1+3             | 0               | UCL+UEL            | 0+5                | 0                  | SU          | 0           | 0           | 29     | 4      |
| 2011-2012                | Debrecen                 | NB1                      | 25         | 1          | CU+CdL          | 5+0             | 0               |                    | -                  | -                  |             | -           | -           | 30     | 1      |
| 2012-2013                | Debrecen                 | NB1                      | 20         | 0          | CU+CdL          | 3+3             | 1+0             | UCL+UEL            | 4+2                | 0                  | SU          | 1           | 0           | 33     | 1      |
| Totale Debrecen          | Totale Debrecen          | Totale Debrecen          | 65         | 5          |                 | 15              | 1               |                    | 11                 | 0                  |             | 1           | 0           | 92     | 6      |
| 2013-feb. 2014           | Denizlispor              | 1L                       | 10         | 0          |                 | -               | -               |                    | -                  | -                  |             | -           | -           | 10     | 0      |
| feb.-mag. 2014           | Jagodina                 | SL                       | 11         | 0          | CS              | 3               | 0               |                    | -                  | -                  |             | -           | -           | 14     | 0      |
| 2014-2015                | Jagodina                 | SL                       | 5          | 0          | CS              | 1               | 0               | UEL                | 2                  | 0                  |             | -           | -           | 8      | 0      |
| Totale Jagodina          | Totale Jagodina          | Totale Jagodina          | 16         | 0          |                 | 4               | 0               |                    | 2                  | 0                  |             | -           | -           | 22     | 0      |
| 2015-feb. 2016           | Sesvete                  | 2.HNL                    | 14         | 0          |                 | -               | -               |                    | -                  | -                  |             | -           | -           | 14     | 0      |
| Totale carriera          | Totale carriera          | Totale carriera          | 283        | 16         |                 | 24              | 1               |                    | 13                 | 0                  |             | 1           | 0           | 321    | 17     |

## Palmarès

### Club

#### Competizioni nazionali
- Campionato ungherese: 1

Debrecen: 2011-2012
- Coppa d'Ungheria: 2

Debrecen: 2011-2012, 2012-2013
- Supercoppa d'Ungheria: 1

Debrecen: 2010